# (73661) 1981 EW25
(73661) 1981 EW25 – planetoida z pasa głównego asteroid okrążająca Słońce w ciągu 3,88 lat w średniej odległości 2,47 j.a. Odkryta 2 marca 1981 roku.